# 충주경찰서
충주경찰서(忠州警察署, 영어: Chungju Police Station)는 충청북도경찰청이 관할하는 경찰서 중 하나이다. 충청북도 충주시 일대를 관할한다. 충청북도 충주시 예성로 218(교현동)에 위치하고 있다.
서장은 총경으로 보한다.

## 기본 정보
- 주소: 충청북도 충주시 예성로 218(교현동)
- 우편번호: 27379

## 관할 파출소 및 지구대
충주경찰서는 5개 지구대와 5개 파출소를 산하에 두고 있다.
| 명칭         | 사진 | 주소                  | 관할구역                                                                        | 치안센터                  |
| ------------ | ---- | --------------------- | ------------------------------------------------------------------------------- | ------------------------- |
| 중앙지구대   |      | 중앙로 109            | 성내충인동, 용산동, 연수동 일부, 교현안림동 일부, 교현2동 일부, 호암직동 일부   |                           |
| 연수지구대   |      | 연수서편2길 8         | 목행용탄동, 금름칠금동, 연수동 일부, 봉방동 일부, 교현안림동 일부, 교현2동 일부 |                           |
| 호암지구대   |      | 중원대로 3394         | 문화동, 지현동, 호암직동 일부, 달천동 일부, 봉방동 일부, 교현2동 일부           |                           |
| 서충주지구대 |      | 대소원면 대소로 134   | 대소원면, 주덕읍, 달천동 일부                                                   | 주덕치안센터              |
| 엄정지구대   |      | 엄정면 내창로 179     | 엄정면, 소태면, 산척면                                                          | 소태치안센터 산척치안센터 |
| 수안보파출소 |      | 수안보면 온천중앙길 6 | 수안보면, 살미면                                                                | 살미치안센터              |
| 가금파출소   |      | 가금면 중앙탑길 251   | 가금면                                                                          |                           |
| 금가파출소   |      | 금가면 강수로 351     | 금가면, 동량면                                                                  | 동량치안센터              |
| 앙성파출소   |      | 앙성면 가곡로 1029    | 앙성면                                                                          |                           |
| 중앙탑파출소 |      | 중앙탑면 중앙탑길 241 | 중앙탑면, 노은면                                                                | 노은치안센터              |

## 논란
- 2009년 6월 27일에 음주단속을 하던 도중 경찰관이 팔을 비틀렸다고 주장해 동승자와 운전자에게 유죄가 선고되었으나, 이후 경찰이 허위로 사건을 조작한 것으로 확인되었다.[3]